# Laurentius Ruiz
Laurentius Ruiz (* zwischen 1600 und 1610 in Binondo, Manila; † 29. September 1637 in Nagasaki, Japan) ist der erste philippinische Heilige.

## Leben
Als Kind eines chinesischen Vaters und einer philippinischen Mutter lernte Laurentius Ruiz sowohl Chinesisch als auch Tagalog. Beide Eltern waren katholisch.
Laurentius war Ministrant und Sakristan in der Kirche des Dominikaner-Konvents von Binondo. Nachdem er den Titel eines »escribano« (Schreiber, Kalligraph?) erworben hatte, wurde er Mitglied der »Bruderschaft des Heiligen Rosenkranzes« und des dritten Ordens der Dominikaner.
Er arbeitete als Angestellter der Kirche von Binondo, als er 1636 fälschlicherweise angeklagt wurde, einen Spanier ermordet zu haben. Vor diesem Ereignis hatte er mit seiner philippinischen Frau und seinen drei Kindern ein friedliches, zufriedenes und dem Glauben gewidmetes Leben geführt.
Nach der Anklage suchte er Asyl auf einem Schiff, auf dem sich außer ihm drei Dominikaner (die Heiligen Antonio Gonzalez, Guillermo Courtet und Miguel de Aozaraza), ein japanischer Priester (der Heilige Vicente Shiwozuka de la Cruz) und ein weiterer, leprakranker Laie (der Heilige Lazaro von Kyoto) befanden.
Das Schiff landete in Okinawa und die Gruppe wurde aufgrund ihres christlichen Glaubens festgenommen. Sie wurden gefoltert, aber sie widerriefen ihren Glauben nicht und starben als Märtyrer.
Laurentius Ruiz wurde am 18. Februar 1981 von Johannes Paul II. in Manila seliggesprochen, der ihn am 18. Oktober 1987 in Rom auch heiligsprach. Laurentius’ Seligsprechung war die erste, die außerhalb des Vatikans stattfand. Sein Gedenktag ist der 28. September. Er gilt als Patron der philippinischen Jugend, der chinesischstämmigen Philippinos, der im Ausland arbeitenden philippinischen Arbeiter und der Armen.

## Wirkungen
Besonders verehrt wird er in der Kirche von Binondo. Sie trägt zu seinen Ehren den Titel Basilica of St. Lorenzo Ruiz und ist einer der vier Basilicae minores Manilas.
In der Erzdiözese Wien besteht seit 1. Jänner 2025 die St. Lorenzo Ruiz-Stiftung. Ihre Aufgabe ist die Koordination und Unterstützung von anderssprachigen Gemeinden der katholischen Kirche.